# Krumping
Krumping is een energieke en acrobatische hiphop-dansvorm, waarin ook gebruikgemaakt wordt van mime en wilde Afrikaanse tribal-dance. Krumping is bedoeld als uitlaatklep voor alle agressie waar jongeren mee te maken hebben.
De eerste clowndanser was Thomas Johnson, een voormalige drugsdealer die na de rellen in 1992 in South Central, Los Angeles, Californië zijn alter ego Tommy the Clown creëerde. Zijn "volgelingen" gingen zichzelf opmaken als clowns en voerden hun gevechten dansend uit in plaats van met geweld.
In de documentaire Rize van fotograaf en filmmaker David LaChapelle wordt een beeld gegeven van de subcultuur van het clown dancing. De documentaire werd in 2004 uitgezonden op het Sundance Film Festival.
Ook in de film Be Cool en Stomp the Yard is krumping te zien.